# 格蘭·今原
格兰特·今原（英語：Grant Masaru Imahara，1970年10月23日—2020年7月13日），日本名今原真申（日语：／ Imahara Masaru），是一位美籍日裔电子工程师、机器人专家和电视主持人，因参与探索频道著名的科普电视节目《流言終結者》而出名。

## 生平
格蘭于1970年出生於美国加利福尼亚州洛杉磯的日裔美國人家庭，畢業於南加州大學，擁有電子工程學士學位。有段時間，他曾考慮轉科系從事編劇工作，直到協助南加州大學電影藝術學院教授、同時也是盧卡斯影業下音效技術公司THX的發明人：湯姆林森·霍爾曼（Tomlinson Holman）之後，他下定決心繼續專攻電子工程領域。在大學期間，他以學生身份加入電機電子工程師學會IEEE，並且成為盧卡斯影業THX部門的實習生，也因此機緣畢業後直接成為正職。
2005年5月在Make雜誌專訪中格蘭自述：「我很久以前就愛上工程了。我3歲那年，得到人生第一組樂高。我會說這改變了我的一生，不過才3歲也不能改變什麼，所以含蓄地說這幫助我建構出解決問題的方法。我學會組裝模組，用樂高組裝我腦袋裡的想法。而我的想法，其實就是工程師會想的東西。」
「我高中的時候還沒有所謂的STEm（或是STEam）課程；也沒有樂高機器人實驗室或像FIRST那樣的機器人教育組織。事實上，我從大學輔導老師的口中才得知工程師這個職業。聽她描述時，我腦中靈光乍現，馬上知道：『對，那就是我想做的。』」
畢業後，先受雇於盧卡斯影業的Home THX部門擔任電子工程師，對揚聲器及其他音響設備進行了壓力測試，以確保與THX規格兼容，其後轉往眾所皆知視覺特效工作室光影魔幻工業Industrial Light & Magic（ILM）。在ILM的九年間，爲多部電影和電視劇製作可動模型和視覺特效，也參與了以下知名電影的相關工作：A.I.人工智慧、《侏羅紀公園2：失落的世界》、《星際大戰首部曲：威脅潛伏》、《星際大戰二部曲：複製人全面進攻》、《魔鬼終結者3》、《駭客任務：重裝上陣》、《駭客任務完結篇：最後戰役》、《星際大戰三部曲：西斯大帝的復仇》，他也是在此认识了亚当·萨维奇。亞當在做完《魔鬼終結者3》後離職並開始製作節目流言終結者，兩年後，格蘭也離開ILM加入流言終結者的製作團隊。
在IEEE高階會員的IMDB傳記中，將格蘭稱為電子工程巫師(Electronics Wizard)，他許多電影裡都以模型製作者的身份在片尾名單裡留下名字，與星際大戰更有著密不可分的因緣，不僅在星際大戰電影中擔任模型製作、R2-D2改造、特效處理、甚至扮演過C-3PO。其作為R2-D2的官方工程師、全世界唯三能夠操控R2-D2的人之一，也在紀錄片《R2-D2: Beneath the Dome》裡客串演出。更於2011年4月2日在舊金山的Wondercon大會上被任命為501師的榮譽會員——501師（501st）是成員數超過14,100人以上的大型星際大戰影迷社團。
儘管大學時沒有轉系專攻編劇，他仍舊對編劇與角色扮演有著強烈熱情。2004年，為了參加Industrial L&M Backyard Film Festival，他編寫了短劇Architects of Evil。
2005年，格蘭應朋友、同時也是雇主的傑米·海納曼之邀加入《流言終結者》，直到2014年離開。起先，格蘭和托瑞·貝勒奇（Tory Belleci）、凱莉·拜倫（Kari Byron）、金屬加工和焊接專家史嘉蒂·查普曼（Scottie Chapman）、旁白羅柏·李（Robert Lee），以及探索頻道比賽的優勝者克莉絲汀·查柏林（Christine Chamberlain）都只是傑米·海納曼的M5實業公司成員，負責協助流言終結者的幕後製作。直到第三季中期，格蘭代替離職的史嘉蒂·查普曼與托瑞、凱莉合作主持，三人組與傑米亞當二人組分工解決不同的流言驗證，使節目更加豐富，而節目中大部分機器人和遙控部件的製作均是由格蘭完成。
2016年，離開流言終結者的格蘭再度與凱莉、托瑞合作，參與製作了網飛原創科普劇集《白兔計畫》（White Rabbit Project），節目中三人組研究了越獄、超能力、竊盜以及二戰時候的瘋狂武器，每集設定一個挑戰目標，用現有的科學技術來實驗，並評論哪一種發明或科技的完成度最高、最接近。完整的第一季已於2016年12月9日上架，但僅製作一季。同年12月，今原与他的女友、服装设计师珍妮佛·紐曼(Jennifer Newman)订婚，據報導是在一間可容納250人的洛杉磯餐廳，以1.56克拉市價2萬美元的骨董戒指求婚。
2017年，在加利福尼亞州格倫代爾的擬真特效工作室Spectral Motion，格蘭展開了首席機械設計師的生活。並身肩華特迪士尼幻想工程的顧問，協助現在稱為Stuntronics的機器人開發。
格蘭積極參與IEEE，包括擔任2018 IEEE願景、創新與挑戰峰會的主持人。IEEE高階會員暨2018年會議介紹與宣傳委員會主席萊斯利·馬丁尼奇（Leslie Martinich)曾說：

「格蘭是一位風度翩翩、親切友善的主持人，他能不分老少地吸引觀眾注意。」

「他花了很多時間與現場參予者互動，與我們愉快地分享他如何與非工程師溝通技術問題。」

## 逝世
美國時間2020年7月13日，格蘭因腦動脈瘤突發而逝世，享年49歲。未婚妻珍妮佛‧紐曼在推特哀悼：
「我無法用任何文字表達此刻的自己，我甚至不知道能否找到表達的方式，今天我心靈的一部份消逝了。他是如此慷慨與善良、無止盡地貼心，並且被他卓越不凡的朋友們所深愛著。我很幸運認識他、曾經愛過他並且被他所愛。我愛你，親愛的。」
探索頻道在同日發出正式弔唁聲明，《流言終結者》節目主持人之一亞當·薩維奇則在推特上貼文悼念：
「與他在一個大家庭超過22年，格蘭是一位真正優秀的工程師、藝術家與表演者，同時也是一個樂於助人、輕鬆和溫柔的人。與格蘭合作很有趣。我會想念我的朋友。」
凱莉拜倫和托瑞貝勒奇亦在推特悼念夥伴的逝去，凱莉更在一天內貼出多張與格蘭及托瑞的合照，並寫道：
「我希望我擁有一部時光機。」
傑米沒有經常使用社群軟體的習慣，以往推特與IG一年難得更新一次，目前尚無張貼新內容。

前公司光影魔幻工業(ILM)在7月15日也在Facebook哀悼：

「在我們深深哀悼摯愛的前同事格蘭‧今原逝世時，我們認為也應該將一些記錄他在此投入熱情於所愛事物的照片分享給大家。格蘭的精神深深影響了公司內許許多多的同仁，隨著他的事業日漸蓬勃，更打動了數百萬以上的人。如此璀璨的光芒實在太早消逝了！」
為向格蘭致敬，探索傳播將格蘭最受網友喜愛的節目、集數整理起來，安排在旗下的探索頻道Discovery Channel與科學頻道Science Channel在7月17與7/18進行連續播放，包含流言終結者、白兔計畫、Killer Robots機器人格鬥賽。

| 時間    | 節目名                         | 單元名               |
| ------- | ------------------------------ | -------------------- |
| 8 a.m.  | Killer Robots: Robo Games 2011 | -                    |
| 9 a.m.  | MythBusters                    | Mailbag Special      |
| 10 a.m. | MythBusters                    | Motorcycle Water Ski |
| 11 a.m. | MythBusters                    | Paper Armor          |
| 12 a.m. | MythBusters                    | Blue Ice             |

| 時間   | 節目名                         | 單元名                    |
| ------ | ------------------------------ | ------------------------- |
| 3 p.m. | Killer Robots: Robo Games 2011 | -                         |
| 4 p.m. | MythBusters                    | Shooting Fish in a Barrel |
| 5 p.m. | MythBusters                    | Dog Myths                 |
| 6 p.m. | MythBusters                    | Paper Armor               |
| 7 p.m. | MythBusters                    | Motorcycle Water Ski      |
| 8 p.m. | White Rabbit Project           | May G Force Be with You   |

同年10月23日，在他的50歲冥誕這天，由格蘭的母親卡洛琳‧今原(Carolyn Imahara)及在其專業領域的老同事、知心好友包含Don Bies、Anna Bies、Edward Chin、Fon H. Davis、Coya Elliott和Ioanna Stergiades等人，共同以他的名字成立了格蘭今原STEAM基金會(Grant Imahara STEAM Foundation，STEAM是科學Science、科技Technology、電子工程Engineering、藝術Art、數學Math的縮寫)。卡洛琳表示：「有很多學生，就像我兒子格蘭那樣，常常需要在技術與創意想法中找到平衡點。」，因此基金會將透過技術指導與獎助學金，幫助在這些領域裡缺乏資源助力、陷入瓶頸的人，延續格蘭指導學生後進的精神。

## 廣告
- 雪佛龍公司旗下加德士代言人

## 其他事蹟
亞當回憶與格蘭熟識是在ILM工作的時候，私交甚篤、又熱衷於製作與發明的兩人在此後22間互相稱呼對方為「Doctor」。除了《流言終結者》主持人的身份外，和亞當和傑米一樣，格蘭也參加過《機器人大擂臺》（BattleBots），操縱的機械人叫做“致命攻擊”Deadblow，由格蘭親手設計。“致命攻擊”曾多次被改造用於流言終結者的實驗中，這台銀灰色機器人外型方正，像加了輪子的桌秤，採用漆彈氮氣罐來作為壓縮氣體儲存工具；另外也使用空氣蓄壓器和高流量的高速閥門來驅動空氣活塞前後活動，藉以擺動上方鐵槌。光是為了大擂台的勝利，格蘭便陸續換過3到4種裝甲結構，6種不同的驅動系統，和數不清的大小武器和氣壓系統。到2018年，他入選為第八屆機器人大擂臺評委之一。
2017年，在美國MegaBots對上日本水道橋重工業的機械人大戰中，格蘭擔任美國隊的顧問。
2017年10月18日，格蘭在推特上透露：六個月以來，他一直與華特迪士尼幻想工程合作進行一個「最高機密」。2018年5月21日，格蘭以作者的身份出現在迪士尼研究報告：“ 火柴人：邁入人類範疇的特技機器人”(Stickman: Towards a Human Scale Acrobatic Robot)上。該報告闡述了如何創造一個簡單的兩重關節棍狀機器人(火柴人)，利用重力與慣性像空中飛人般將它拋上天，依靠它內藏的人工智慧處理器配合身上的感應器，能輕易做出像體操運動員的凌空迴轉動作。迪士尼於2018年6月29日透露，火柴人的原型(Stickman prototype)已更加進化為一種嶄新面貌的發聲動作人偶，名為Stuntronics。有著與超級英雄相似度極高的人類形態，並加入更多雷射感應器，能從飛行高度、速度、風阻等數據，自行調節做出最接近真人的動作，未來將在全世界的迪士尼樂園中使用。
迪士尼期望它能成為樂園的嶄新表演台柱，代替特技演員實現風險過高的超高難度表演、甚至拍戲，透過Stuntronics也更容易取得動作數據製作CG動畫。
他還常參與電視劇或電影的演出，哪怕是跑龍套，像是Syfy的電視劇《Eureka》和網絡連續劇《The Guild》，以及由非營利慈善機構Trek Continues，Inc.和Dracogen製作、非官方的網路劇《星際迷航續》（Star Trek Continues），全11集的劇集中飾演蘇魯光、2015年非官方電影《星際迷航：叛徒》中扮演Lt. Masaru、《風飛鯊3：麥擱鬧啊！》裡串場。
其他工作包括設計使新一代勁量兔子手臂有節奏地擺動的電路，廣告中的娃娃分成三隻進行操作，分為頭、手和移動，格蘭原本是操作手的，後來轉為操縱移動；帶領ILM團隊在節目《Junkyard Mega-Wars》中獲勝；以及撰寫戰鬥機器人製作參考書《Kickin'Bot：建造戰鬥機器人的圖解指南》（ISBN 0-7645-4113-7）
2020年3月7日，格蘭在推特上公開他耗費三個月創作的最新作品：「1:1超擬真可互動尤達寶寶」，並預告4月起將會到各兒童醫院巡迴。